# Eilema tortrix
Eilema tortrix är en fjärilsart som beskrevs av De Toulgoët 1954. Eilema tortrix ingår i släktet Eilema och familjen björnspinnare. Inga underarter finns listade i Catalogue of Life.